# Banca Națională a Ucrainei
Banca Națională a Ucrainei (în ucraineană Національний банк України, transliterat: Naționalnîi bank Ukraiini) este banca centrală a Ucrainei. Creată în 1991 din operațiunile ucrainene ale băncii sovietice Gosbank, BNU are peste 12.000 de angajați, fiind unul dintre cei mai mari angajatori din sectorul financiar din Ucraina. Aceasta reglementează și supraveghează activitățile, funcțiile și statutul juridic al băncilor publice și comerciale, pe baza principiilor Constituției Ucrainei și a legislației Ucrainei.

## Istoric
Filiala ucraineană a Gosbank-ului sovietic a preluat funcții de bancă centrală în Ucraina la începutul anului 1991. La fel ca instituțiile multor națiuni recent independente, aceasta s-a confruntat cu dificultăți financiare grave în anii 1990, ceea ce a dus la o perioadă prelungită de hiperinflație. La 20 martie 1991, Rada Supremă (parlamentul) a adoptat rezoluția „Privind băncile și activitatea bancară”, care a devenit lege la 1 mai. Rezoluția a declarat proprietatea RSS Ucraineană asupra filialei republicane ucrainene a Gosbank-ului, care ulterior a fost redenumită Banca Națională. Aceeași rezoluție a naționalizat simultan filiala ucraineană a Promstroybank-ului sovietic, redenumită Prominvestbank, filiala ucraineană a Băncii de Economii a URSS și filiala ucraineană a Băncii de Comerț Exterior a URSS, precum și Departamentul ucrainean de decontare a numerarului Gosbank-ului sovietic.
În urma introducerii legii marțiale la 24 februarie 2022, Banca Națională a Ucrainei a făcut pasul extraordinar de a crea și promova două conturi separate pentru a primi donații (interne și internaționale) ca răspuns la invazia rusă a Ucrainei: un cont pentru a sprijini armata ucraineană și alt cont pentru a sprijini populația generală cu asistență umanitară. La 5 martie 2022, BNU a raportat că a strâns „peste 10 miliarde grivne” (aproximativ 350 de milioane de dolari americani) pentru ajutor militar și umanitar.